# Ротовий апарат комах

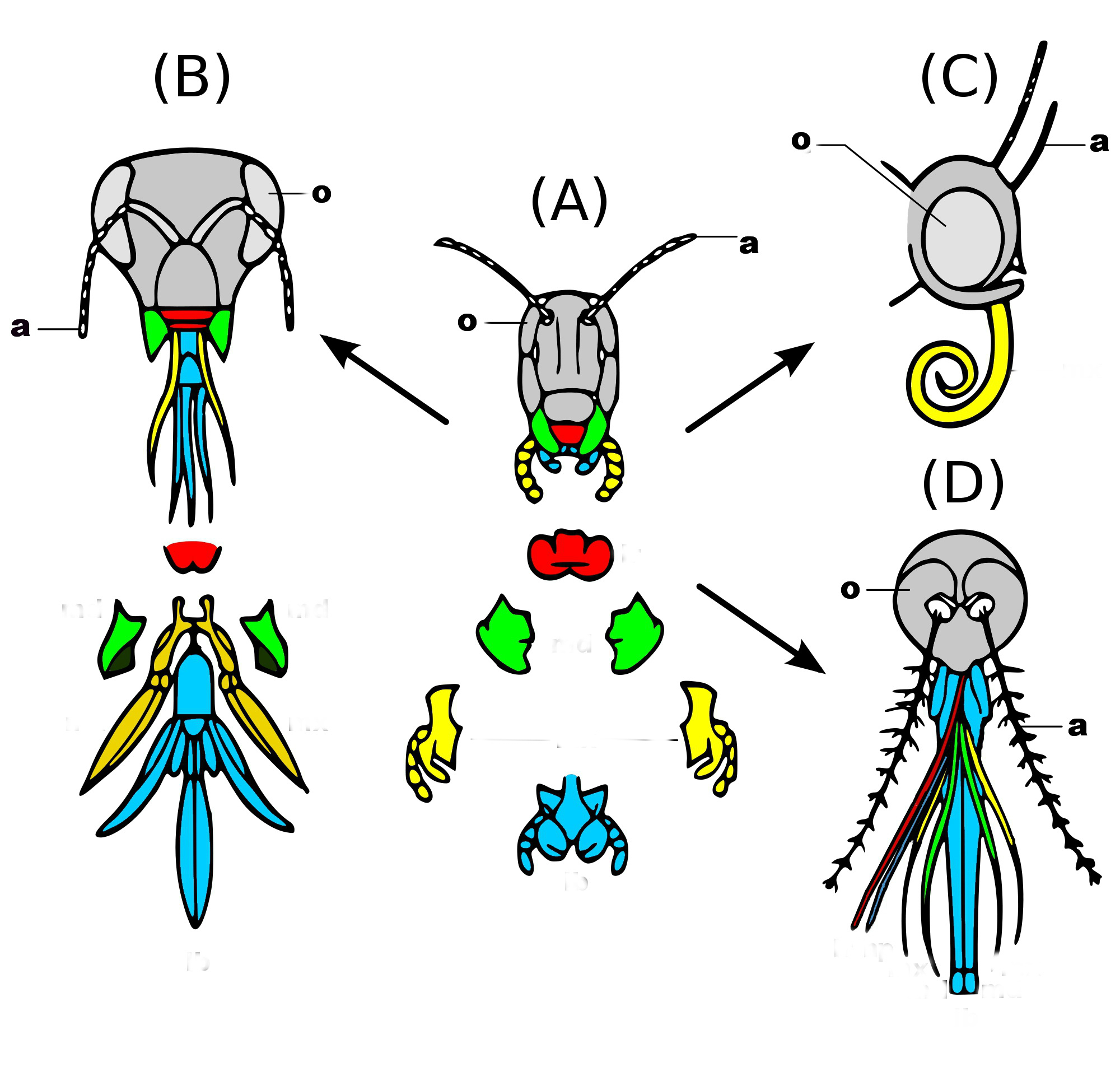
Схема еволюції ротових апаратів комах від вихідного — гризучого (А). Від нього виникли гризучолижучий (В), сисний (С) і колючосисний (D) апарати. Кольором позначено головні структури: верхня губа (червоним), верхні щелепи (зеленим), нижні щелепи (жовтим) і нижня губа (блакитним). У нижній частині показано апарати А і В у «розібраному» стані. Крім того, а — вусики (антени), о — очі

Ротовий апарат комах  — комплекс зовнішніх структур на голові комах, функція якого — приймання їжі.

## Складові частини та їх походження
У ході еволюції до складу голови комах увійшли головна капсула та шість перших члеників тіла. Три пари кінцівок, що були на цих члениках, перетворилися на ротові придатки — складові ротового апарату. Це дві верхні щелепи (жвали, мандибули), дві нижні щелепи (максили) та нижня губа (лабіум). Нижня губа непарна, але вона сформувалася внаслідок зрощення пари придатків.
Крім цих структур, ротовий апарат утворюють також верхня губа та підглоточник (гіпофаринкс). Останній є виростом черевної стінки голови. На ньому відкриваються протоки слинних залоз. Верхня губа (лабрум) — невеличка платівка, що, ймовірно, утворилася при злитті пари придатків. Певна річ, вона не дає їжі випадати з рота. Крім того, на внутрішній поверхні верхня губа інколи має канавку. Накладаючись на підглоточник, вона утворює разом з ним трубку, по якій іжа потрапляє до стравоходу. Усі деталі ротового апарату рухаються завдяки досить складному комплексу м'язів та нервів і мають чутливі волоски — органи дотику, хімічного чуття.
Це загальна схема, яка у різних груп комах зазнала колосальних змін. Адже і сама їжа, і спосіб її добування у комах надзвичайно різноманітні. З огляду на це, розрізняють шість основних типів ротових апаратів: гризучий, лижучий, гризучолижучий, сисний, колючосисний і ріжучосисний. Цей поділ не абсолютний, всередині кожного типу є численні варіації у будові ротового апарату.

## Гризучий ротовий апарат

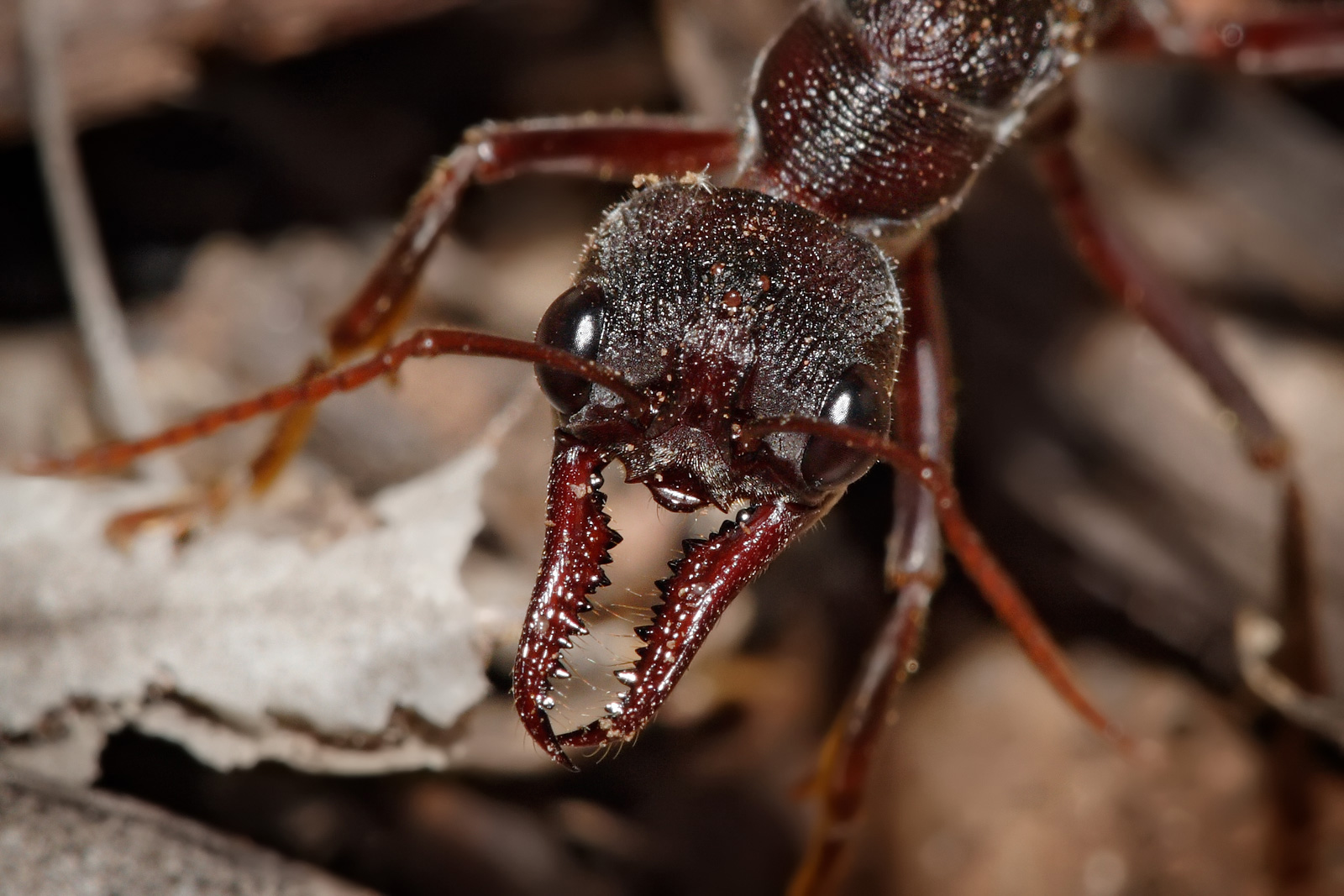
Довгі зубчасті верхні щелепи — головна зброя австралійських мурашок роду Myrmecia

Призначений для живлення твердою їжею. Верхні щелепи — тверді зазублені платівки — відгризають шматочки, подрібнюють їх, а нижні щелепи й нижня губа проштовхують їх до стравоходу. Такий ротовий апарат мають жуки, таргани, прямокрилі, щетинкохвості, богомоли, терміти, веснянки, пильщики, рогохвости, сіноїди, пухоїди, личинки метеликів тощо. Гризучий апарат вважають найпримітивнішим серед інших. Ймовірно, від нього походять інші типи ротових апаратів комах. Він найбільше схожий на ротові органи багатоніжок, тварин спільного з комахами походження.

## Лижучий ротовий апарат
Зручний для поглинання рідкої їжі, або такої, що легко розчиняється слиною. Придатний він також для відшкрябування часток твердої їжі. Верхні й нижні щелепи розвинені слабо, а решта структур утворюють досить складний хоботок. На його кінчику нижня губа утворює губкоподібну структуру, пронизану мікротрубочками. Такий ротовий апарат мають кімнатна та інші мухи, які не харчуються кров'ю. Муха сідає, припустимо, на цукор або хліб, виділяє краплю слини а потім крізь пори нижньої губи всмоктує солодкий розчин. Знизу нижньої губи є ще й зубчаста платівка, схожа на тертку. Опустивши її на твердий субстрат, муха може відшкрябувати від нього частки.

## Гризучолижучий ротовий апарат

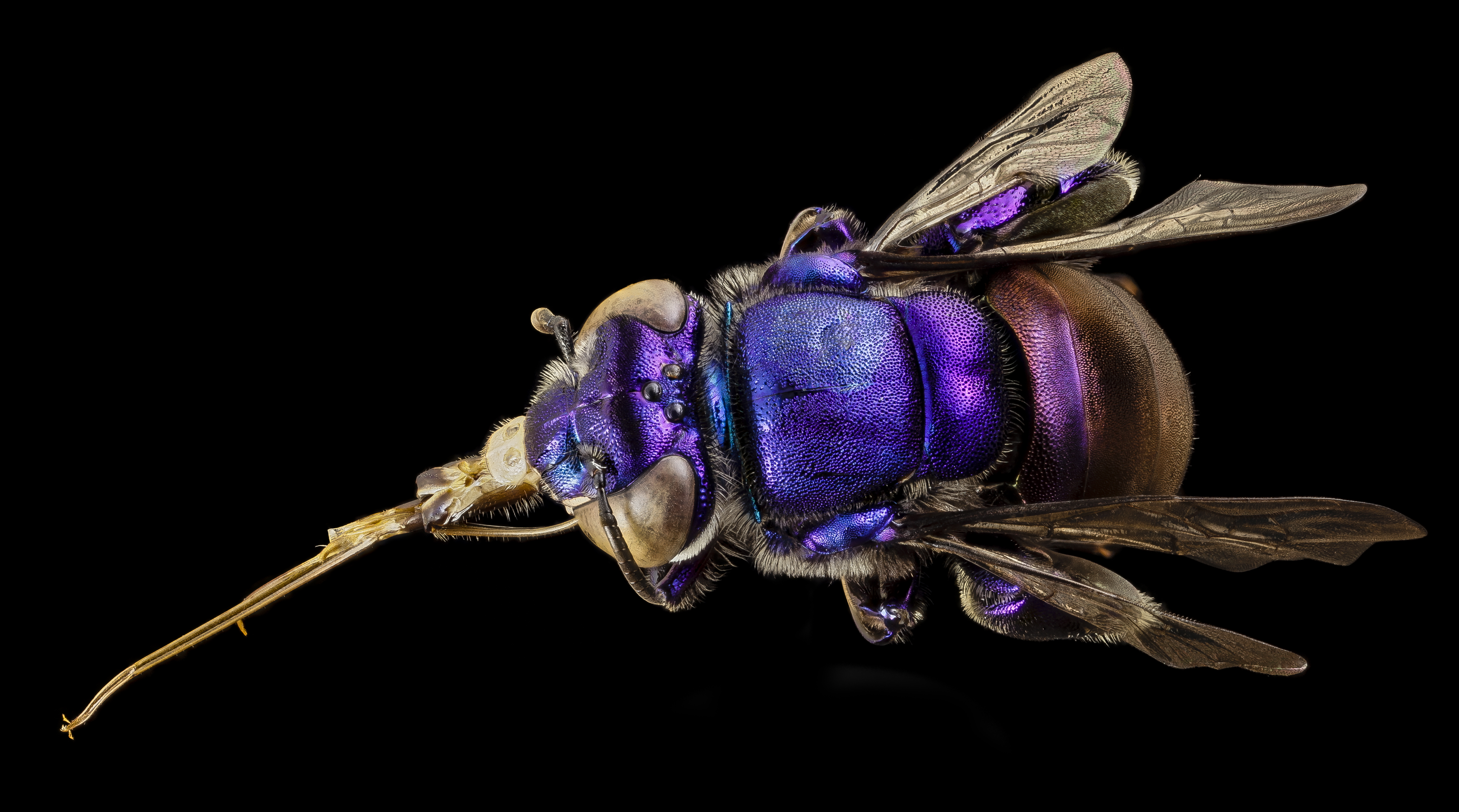
Хоботок тропічної бджоли Euglossa дозволяє їй збирати глибоко захований нектар тропічних орхідей. Гаяна, 2014 рік

Він адаптований для живлення твердою та рідкою їжею, до якої є відкритий доступ. У такому ротовому апараті верхні щелепи пласкі й зазублені. Ними можна відгризати шматочки «м'яса», вполювавши гусеницю чи павука (оси), формувати чарунки з воску (джмелі, бджоли), віддирати та подрібнювати деревину для будівництва гнізда (оси). Нижні ж щелепи та нижня губа витягнуті і утворюють хоботок. Комахи проникають ним до квіткових нектарників і п'ють з них нектар. Всередині хоботка є декілька каналів, по одних вниз може рухатись слина, по інших вгору, до ротової порожнини — рідка їжа. У деяких бджіл хоботок довший за тулуб.

## Сисний ротовий апарат

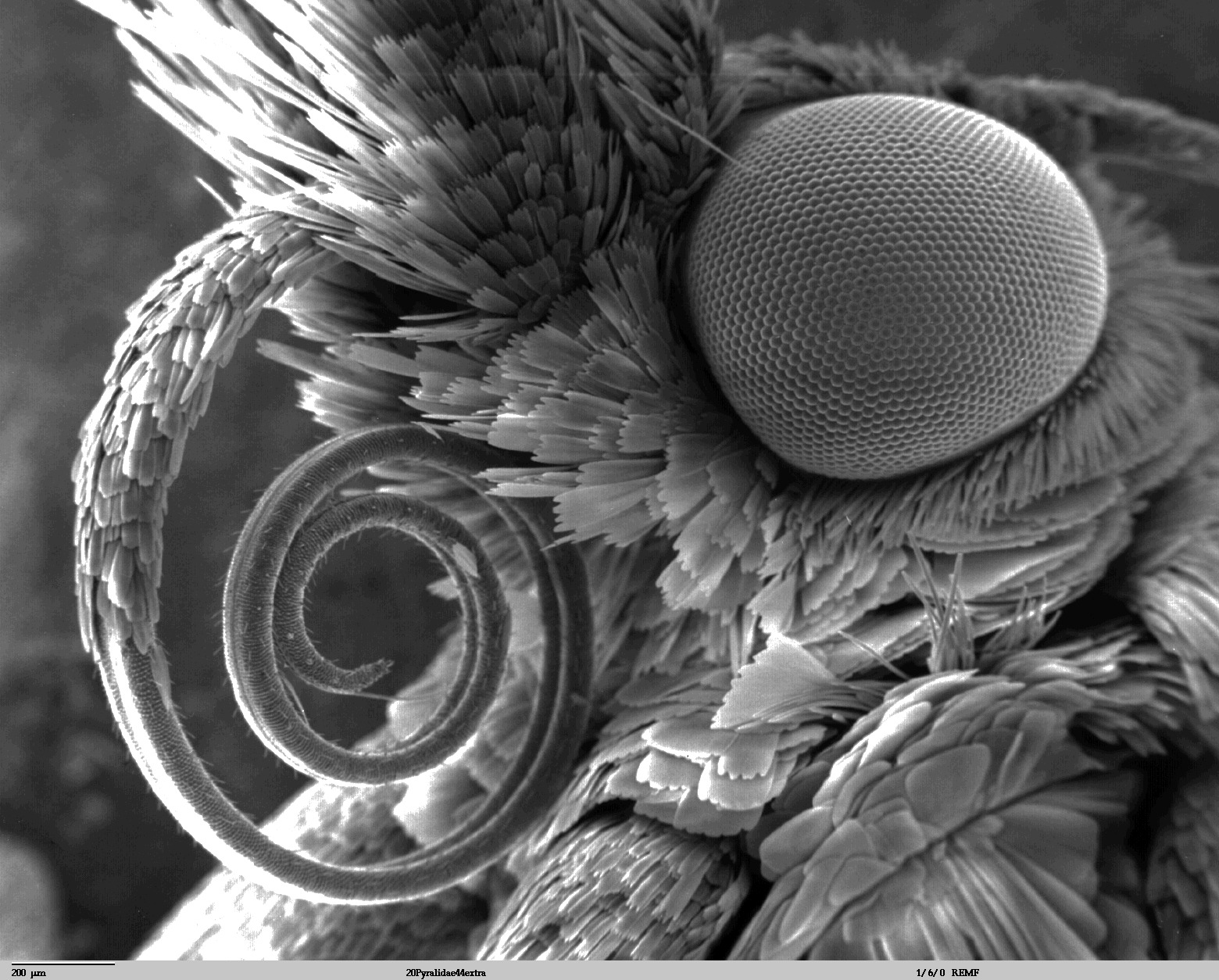
Фотоскан голови метелика вогнівки. Хітин — матеріал хоботка дозволяє йому скручуватись як пружина

Призначений для поглинання рідкої їжі з відкритого джерела. Такий апарат у імаго метеликів. Нижні щелепи сильно видовжені і перетворилися на два жолоби. Коли вони прикладені один до одного, то утворюють суцільну трубку. Вона дозволяє пити нектар, воду та інші рідини. Нагорі трубка відкривається просто у стравохід. Решта ротових структур розвинені у метеликів край слабо. У деяких бражників хоботок довший за тіло.

## Колючосисний ротовий апарат

Комар Aedes aegypti L. витягає закривавлений хоботок із щкіри людини. Трохи праворуч від нього — темно-коричнева зігнута дугою нижня губа — футляр, у який вкладається «робоча» частина хоботка. Коли хоботок занурюється у жертву, футляр лишається назовні, впирається у шкіру і вимушено згинається

Призначений для проколювання твердої поверхні і наступного всисання рідини, що знаходиться під нею. Так харчуються попелиці, цикади, напівтвердокрилі (клопи), комарі , блохи. У типовому варіанті верхня губа, верхні й нижні щелепи, а інколи й підглоточник, мають тут вигляд видовжених твердих щетинок, загострених або зазублених на кінці. Приклавшись одна до одної, вони утворюють тонесеньку трубочку, крізь яку усмоктуються соки рослин, кров тварин. Нижня губа має вигляд жолоба, у який вкладаються у спокої решта структур. Дещо інакше побудований колючосисний апарат у вошей, личинок мурашиного лева, плавунців, деяких жуків світляків.

## Ріжучосисний ротовий апарат
Ґедзі та деякі інші двокрилі використовують такий апарат для живлення кров'ю ссавців. При цьому верхні щелепи витягнуті у вигляді вузьких гострих лез, подібних до стилетів. Ними комахи проколюють або прорізають шкіру жертви. На нижній губі є губкоподібна структура, що збирає кров, яка ллється з ранки. По трубці (підглоточник + верхня губа) кров усмоктується до стравоходу.

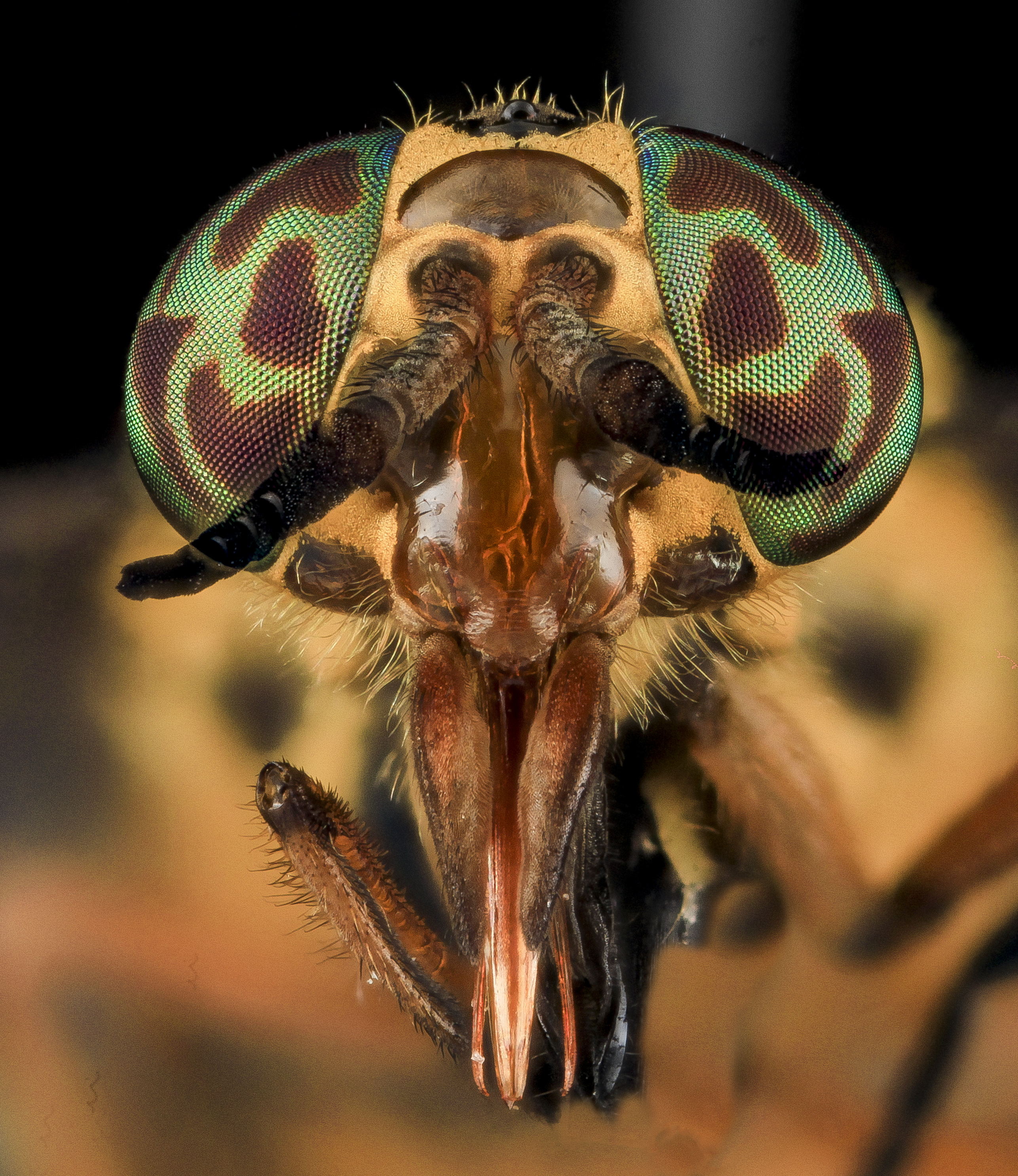
Гедзь роду Chrysops. Англійською ці комахи звуться deer flies — оленячі мухи. Неважко уявити, як вони дошкуляють оленям своїми гострими хоботками

## Інші типи ротових апаратів
Спосіб життя і особливості будови комах настільки різні, що жодна класифікація не в змозі охопити їх розмаїття. Личинки мошок і комарів мешкають у водоймах, і їх ротові органи утворюють структури на зразок складаних віял або віничка. Крізь них відбувається фільтрація води і частки їстівної органіки затримуються на їх елементах. Личинки деяких видів не лише фільтрують, а й зішкрябують їжу з твердих поверхонь. Це вони роблять віялами менших розмірів.
Муха цеце, муха-жигалка та деякі інші кровосисні двокрилі не прорізають, а, фактично, просвердлюють шкіру жертви. Їх хоботок схожий на пучок з терпужків або видовжених терток і швидко занурюється. Жертвами мухи цеце стають не лише люди, а й істоти із досить міцною і товстою шкірою — буйволи, бегемоти та інші копитні.
У личинок бабок нижня губа («маска») сильно видовжена, складається з двох половинок, які рухомо, на зразок шарніра, з'єднані муж собою та з головою. Побачивши здобич, личинка викидає цей орган уперед, два кігтика на його кінці хапають жертву і підтягують її впритул до рота. «Маску» і язик жаб, що працює подібно до неї, можна вважати аналогічними органами
Імаго багатьох комах мають недорозвинений ротовий апарат, бо зовсім не харчуються — вони живуть за рахунок запасних речовин, накопичених на стадії личинки (одноденки, оводи, деякі метелики й жуки).